# Andy Düx
Andreas „Andy“ Düx ist ein deutscher Techno-DJ und -Musiker. Er ist seit dem Jahr 1978 als DJ aktiv und lebt in Mainz.

## Lebenslauf
Andy Düx trat auf Großveranstaltungen wie Mayday, Nature One, Time Warp oder Gazometer und bei der hr3 Clubnight auf. Er ist Manager des Overdrive Record Store in Mainz und Eigentümer der Labels Cool Summer Cuts, Staub, Hellrazor Records, Kick Down, NOW! Records und Overdrive. 1989 gründete er mit Udo Niebergall das Label Overdrive Records, das er von 2010 bis 2015 zusammen mit Sophie Nixdorf leitete. Zusammen mit dem Musikproduzenten Udo Niebergall bildete er die Musikprojekte Dux Dux & Voyou.
Andy Düx war Resident-DJ in folgenden Clubs:
- 1980–1984: TS Bier in Wiesbaden
- 1984–2002: Big Apple in Wiesbaden
- 1988–1992: Easy in Diez
- 1990–1997: Technoclub im Dorian Gray in Frankfurt am Main
- 1998–2002: Palazzo in Bingen am Rhein
- 2005–2008: Safahi Lounge in Mainz
- 2015–2017: Baron in Mainz / Vinylplayers

Andy Düx arbeitete in folgenden Schallplattenläden:
- 1987-1992: Schallplatten Knie Wiesbaden
- 1992-2000: Now! Recordstore Mainz
- 2000-2010: Overdrive Record & Dvd Shop (Malakoff Mainz)

## Diskografie (Auswahl)

### Kompilation-Alben
- 1994: AndyDüx & Hoschi – Happy Hardcore Vol. 1
- 1994 Happy Hardcore 2 - And the Rave goes on
- 2000: Andy Duex presents – 10 Years Of Overdrive
- 2017 Voyou - Houseman ( Best of )

### Singles & EPs
- 1987: Voyou – Houseman / Germany Calling (mit Udo Niebergall & Thomas Althen)
- 1988: Voyou – Radio Bostich
- 1988: Dux Dux – This is a Sound
- 1989: Voyou – The Ten Commandments
- 1990: Voyou – Houseman '90
- 1991: Tribal Ghost – The Message
- 1991: Tracid Posse – C´mon Squire (mit Nino Tielmann)
- 1991: Turntable Hoschis – The Re-Flow (mit H. Wick)
- 1992: Tribal Ghost – Paradise, Paradise
- 1996: Andy Düx – Eartcut
- 1996: Andy Düx & Bombing F. – Human Base
- 2000: Andy Düx – Schmerz
- 2002: Andy Düx – We Have to See
- 2004: Andy Düx – The Darkness
- 2009: Andy Düx - Mooncut ( 20 years Palazzo )
- 2011: Andy Düx – On a Mission
- 2017 Voyou - Houseman ( Dominatrix remix )
- 2019 Eric Sneo & Andy Düx - Sonic / Back and away
- 2019 Oliver Bach & Andy Düx - Don"t Love / Heaven
- 2020 Andy Düx - Schmerz ( Original & remixes )
- 2021 Oliver Bach & Andy Düx - Black Evolution
- 2023 Andy Düx & Oliver Bach - Let`s go
- 2023 Andy Düx & Oliver Bach - Vampires @ Night
- 2023 Eric Sneo & Andy Düx - Bring us back / Mental Punish
- 2024 Andy Düx & Oliver Bach - Hello

### Remixe
- 1992: Robotico Rejecto - Techno-Logical ( Desert Edit )
- 1993: Ilsa Gold – Up
- 1994: Marusha – It Takes Me Away
- 1996: B.B.E. – Seven Days and One Week
- 2020: B.B.E. - Seven Days and One Week ( Unreleased Remix with Oliver Bach )
- 2022 Oliver Bach - Get up ( Andy Düx Remix )